# Lily Morrow
Lily Jin Morrow (hangul: 릴리 진 모로우; ur. 17 października 2002 w Marysville), znana jako Lily – południowokoreańsko-australijska piosenkarka należąca do wytwórni SQU4D. Jest członkinią południowokoreańskiego girlsbandu Nmixx, który zadebiutował 22 lutego 2022 roku wydaniem single albumu Ad Mare.

## Kariera

### 2016–2020: Przed debiutem
W 2016 roku Lily wystąpiła w australijskim filmie The Weatherman's Umbrella. W tym samym roku, wzięła udział w reality show SBS, K-pop Star 4, gdzie zajęła czwarte miejsce. 
14 maja 2015 roku Lily podpisała kontrakt z JYP Entertainment. W maju i lipcu brała udział w ścieżce dźwiękowej do Orange Marmalade, a we wrześniu tego samego roku uczestniczyła w utworze „If You Do” południowokoreańskiego boysbandu Got7.

### Od 2021: Debiut w Nmixx
W listopadie 2021 roku JYP Entertainment opublikowało na kanale JYPn w serwisie YouTube film, gdzie Lily wykonała cover piosenki Bruno Marsa o tytule „Finesse”.
22 lutego 2022 roku zespół Nmixx oficjalnie zadebiutował wydaniem single albumu Ad Mare.

## Dyskografia

### Solowa

#### Single
| Rok  | Tytuł               | Album |
| ---- | ------------------- | ----- |
| 2014 | „Find it”           | –     |
| 2014 | „Out of This World” | –     |
| 2014 | „Trampoline”        | –     |

#### Ścieżki dźwiękowe
| Rok  | Tytuł                         | Najwyższa pozycja | Album                       |
| Rok  | Tytuł                         | KOR               | Album                       |
| ---- | ----------------------------- | ----------------- | --------------------------- |
| 2015 | „I Know”                      | –                 | Orange Marmalade OST Part.3 |
| 2015 | „Shiny Day” (z Cho Seunghyun) | –                 | Orange Marmalade OST Part.7 |
| 2016 | „The Weather Man”             | –                 | The Weatherman's Umbrella   |
| 2023 | „The Moment” (z Sullyoon)     | –                 | Love to Hate me OST         |

#### Z gościnnym udziałem
| Rok  | Tytuł                                                    | Najwyższa pozycja | Sprzedaż       | Album            |
| Rok  | Tytuł                                                    | KOR               | Sprzedaż       | Album            |
| ---- | -------------------------------------------------------- | ----------------- | -------------- | ---------------- |
| 2015 | „If You Do” (니가 하면) (Got7 z gościnnym udziałem Lily) | 9                 | - KOR: 150499+ | Mad              |
| 2023 | „Delete” (删除) (Yao Chen z gościnnym udziałem Lily)     | –                 | –              | Adventure Player |